# Света София (Полоцк)
„Света София“ (на беларуски: Сафійскі сабор) е православна църква в Полоцк, паметник на културата на XI – XVIII век и първата каменна постройка на територията на Беларус.

## Съвременно състояние
Изграденият в средата на XI век във византийски стил храм е осветен на името „Света София“. Историята му е свързан с редица подеми или упадък и разрушения. В съвременния си вид се различава съществено от първоначалния си вид след като през XVIII век е престроен в стил барок. През 1985 г. в храма е монтиран орган на чехословашката фирма „Rieger Kloss“.

## Галерия
- Интериор
- Органът